# Хаас, Эрнст (фотограф)
Эрнст Хаас (англ. Ernst Haas; 2 марта 1921, Вена, Австрия — 12 сентября 1986, Нью-Йорк, США) — австрийско-американский фотожурналист и фотограф.

## Биография
Эрнст Хаас родился и вырос в Вене. С раннего детства у него появился интерес к фотографии. В 1950 году он сделал несколько эмоциональных снимков прибытия первого поезда с военнопленными. Сделал он их для журналов «Der Film» и «Heute», будучи свободным фотографом. Именно эти снимки привлекли к нему внимание общественности. Вскоре Хаас начал работать на агентство «Магнум». С 1951 года Хаас стал чаще использовать цветную пленку в своих работах для журналов «Life», «Look», «Vogue» и «Holiday». Хаас пришёл к тому, что создал репортаж о Нью-Йорке под названием «Волшебство цвета в движении». После этого сенсационная фотожурналистика стала уходить с главных ролей в его жизни.

## Творчество
В 1964 году он создал серию снимков «Дни Сотворения» для фильма Джона Хьюстона «Библия». Сопроводительный сборник «Сотворение» был опубликован в 1971 году. Сборники его работ «Цветочное шоу» и «Цветы», выпущенные в 1983 году показали, что цветы и их фрагменты были важной частью его творчества в этот период. В 1986 году незадолго до своей смерти Хаас представил своё шоу «Абстракции».